# Prudencio Lazcano Echaurren
Prudencio Lazcano Echaurren (Santiago, 1850-Valparaíso, 1904) fue un abogado, agricultor y político chileno. Se desempeñó como embajador, intendente y ministro durante el gobierno de José Manuel Balmaceda.

## Primeros años de vida
Nació en Santiago de Chile en 1850. Fue hijo del exdiputado Fernando Lazcano Mujica y Dolores Echaurren Larraín. Fue hermano de Fernando Lazcano Echaurren; parlamentario y candidato presidencial en 1906.
Sus estudios los realizó en el Colegio San Ignacio y en el Instituto Nacional; en este último establecimiento, realizó la mayor parte de todos los cursos superiores de matemáticas y en la Universidad, los cursos de leyes. Durante la época de estudiante fue miembro de diversas sociedades literarias y científicas.
Se casó en Santiago, el 25 de enero de 1878 con María Délano Biggs y no tuvieron hijos.

## Vida pública
Terminados sus estudios, se dedicó, durante varios años, a los trabajos agrícolas.
Militó en el Partido Liberal Democrático (PLD).
El 24 de mayo de 1888 fue nombrado como intendente de Santiago; en esta época se reorganizaron todos los servicios municipales; se contrató el levantamiento del plano de Santiago, se extendió el servicio de agua potable, para que ésta llegara a la clase obrera; se estudió la transformación de la ciudad, la rectificación y ensanche de calles; pavimentos y cauces; la construcción de barrios higiénicos para familias de obreros y se estimularon todas las medidas tendentes al mejoramiento de la clase proletaria.
Durante el gobierno de José Manuel Balmaceda se desempeñó como ministro de Industria y Obras Públicas, desde el 2 de noviembre de 1888 hasta el 21 de enero de 1889; impulsó todos los trabajos públicos, tales como ferrocarriles, escuelas, hospitales, caminos, puentes, canalización del Mapocho y otros.
Tiempo después fue nombrado enviado extraordinario y ministro plenipotenciario de Chile en Bolivia, el 21 de enero de 1889; enviado extraordinario y ministro plenipotenciario de Chile en Estados Unidos, el 6 de mayo de 1890. 
Cuando se disponía a emprender un viaje a Europa, fue nombrado representante de Chile ante el «Congreso Monetario Internacional» de Washington, en el cual fue elegido presidente de la Comisión más importante de este Congreso. Presentó un trabajo técnico sobre la cuestión monetaria.
La Revolución de 1891 lo obligó a permanecer en su puesto de ministro en Estados Unidos, sosteniendo, en cumplimiento de su deber, al gobierno constituido del presidente Balmaceda.
Fue elegido senador por el departamento de Curicó en el Congreso Constituyente de 1891, para el periodo 15 de abril-18 de agosto de 1891. No se incorporó, porque estaba desempeñándose como ministro, representante de Chile en Washington D. C..
Regresó a Chile, a fines de 1891.
Agobiado por el trabajo ímprobo de algunos años, se retiró al campo, a restablecer su quebrantada salud.
Falleció en Valparaíso.